# 中国人民解放军联勤保障部队第九〇九医院

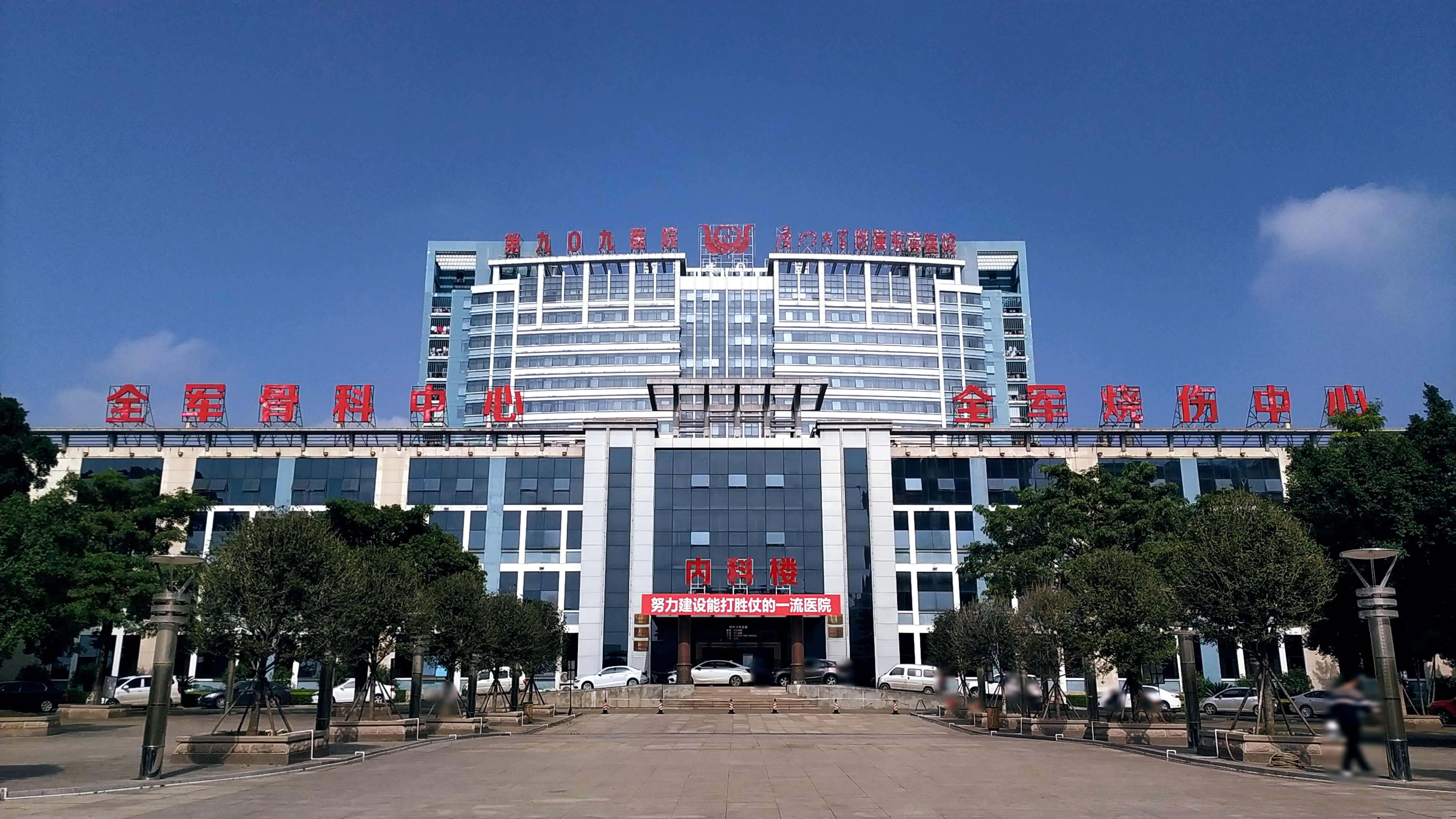
中国人民解放军联勤保障部队第九〇九医院

中国人民解放军联勤保障部队第九〇九医院，原名中国人民解放军第一七五医院，又名厦门大学附属东南医院，位于福建省漳州市漳华中路269号，隶属无锡联勤保障中心，为三级甲等医院。

## 简介
中国人民解放军第一七五医院于1948年10月创建于吉林省蛟河县，其前身是东北军区第三十九后方医院和第四十二后方医院，先后参加了锦州战役和辽沈战役、平津战役等战役。1949年9月，医院随大军南下，进驻江西省南昌市。1954年8月，统编为中国人民解放军第一七五医院。其间，医院先后派出人员参加抗美援朝战争、援越抗美卫勤保障及承担收治江西剿匪伤员任务。1970年9月，调防到福建省漳州市。
中国人民解放军第一七五医院曾是中国人民解放军第六军医大学教学医院。后来，该医院成为全军首批三级甲等医院，担负驻地陆海空三军医疗保障任务，并且是全军应急机动医院。医院还主办了由中华人民共和国卫生部主管的全国性期刊《中国骨与关节损伤杂志》。医院是厦门大学附属医院，称厦门大学附属东南医院。同时还是福建医科大学等多所高等院校的教学医院。
2016年，在深化国防和军队改革中，中国人民解放军第一七五医院由中国人民解放军南京军区转隶无锡联勤保障中心。

## 历任领导
| 院长 …… - 钱惠康（？－？） …… - 鲁云敏（？－？） - 万任华（？－2012年） - 林村河（2012年－2015年） - 夏挺（2015年－） | 政治委员 …… - 夏一军（？－？） - 邹荔（2004年3月－？） - 李开垠（？－？） - 杨洪良（？－） |